# السياحة في سلوفاكيا
تقوم السياحة في سلوفاكيا على المناظر الطبيعية والجبال والكهوف والقلاع والبلدات التي تعود إلى العصور الوسطى والهندسة المعمارية الشعبية والمنتجعات الصحية ومنتجعات التزلج.
زار أكثر من 5 ملايين شخص سلوفاكيا في 2017، تعتبر العاصمة براتيسلافا وجبال تاترا الشاهقة [الإنجليزية] أكثر الوجهات جاذبية. يأتي معظم الزوار الأجانب من جمهورية التشيك (حوالي 26%) وبولندا (15%) وألمانيا (11%). غالبية الزوار هم من السلوفاك (60% أو حوالي ثلاثة ملايين).

## الإحصائيات
قدم معظم الزوار إلى سلوفاكيا، والذين أقاموا في مؤسسات الإقامة السياحية، من:
| المرتبة | الدولة           | 2015      | 2016      | 2017      |
| ------- | ---------------- | --------- | --------- | --------- |
| 1       | جمهورية التشيك   | 509,700   | 621,475   | 645,195   |
| 2       | بولندا           | 168,358   | 188,284   | 209,524   |
| 3       | ألمانيا          | 158,857   | 178,047   | 192,328   |
| 4       | المجر            | 69,563    | 91,175    | 101,406   |
| 5       | النمسا           | 81,589    | 88,123    | 96,777    |
| 6       | المملكة المتحدة  | 64,891    | 77,837    | 79,797    |
| 7       | الصين            | 28,154    | 41,332    | 61,346    |
| 8       | إيطاليا          | 59,294    | 65,050    | 59,775    |
| 9       | أوكرانيا         | 51,591    | 52,850    | 53,024    |
| 10      | الولايات المتحدة | 40,553    | 45,670    | 46,728    |
| المجمل  | المجمل           | 1,721,193 | 2,027,009 | 2,162,384 |